# Климауцы (Молдова)
Климауцы также Климэуць (рум. Climăuți) — село в Дондюшанском районе Молдавии. Относится к сёлам, не образующим коммуну.

## География
Село расположено на высоте 202 метра над уровнем моря.
Через село проходит автострада европейского значения E583.

## Население
По данным переписи населения 2004 года, в селе Климэуць проживает 1228 человек (567 мужчин, 661 женщина).
Этнический состав села:
| Национальность | Число жителей | Процентный состав |
| -------------- | ------------- | ----------------- |
| молдаване      | 1183          | 96,34             |
| украинцы       | 17            | 1,38              |
| русские        | 12            | 0,98              |
| румыны         | 9             | 0,73              |
| болгары        | 5             | 0,41              |
| гагаузы        | 1             | 0,08              |
| прочие         | 1             | 0,08              |
| Всего          | 1228          | 100 %             |

## Известные уроженцы
- Вайншток, Семён Михайлович (род. 1947) — российский промышленник, бывший руководитель компаний Транснефть (1999—2007) и Олимпстрой (2007—2008).